# Frivilliga brandförsvarets grader i Schleswig-Holstein
Frivilliga brandförsvarets grader i Schleswig-Holstein visar den hierarkiska ordningen i de frivilliga brandkårerna i Schleswig-Holstein enligt bestämmelser utfärdade år 2009 av förbundslandets  inrikesministerium.
| Grad                     | Gradbeteckning           | Befattning och utbildning |
| ------------------------ | ------------------------ | --- |
| Feuerwehrmannanwärter    | Feuerwehrmannanwärter    | Nyansluten frivillig brandman Ungdomsbrandman |
| Feuerwehrmann            | Feuerwehrmann            | Frivillig brandman som genomgått grundutbildning. |
| Oberfeuerwehrmann        | Oberfeuerwehrmann        | Frivillig brandman med 3 års verksamhet, som genomgått vidareutbildning och minst en teknisk kurs. |
| Hauptfeuerwehrmann**     | Hauptfeuerwehrmann       | Utbildning till omgångsledare och minst en teknisk kurs. |
| Hauptfeuerwehrmann***    |                          | Utbildning till omgångsledare och minst en teknisk kurs samt utbildning och befattning inom arbetarskydd, förebyggande brandförsvar eller som instruktör.                                                     |
| Löschmeister             | Löschmeister             | Utbildning till omgångsledare och minst två tekniska kurser samt 15 års verksamhet, eller utbildning till styrkeledare.                                                                                       |
| Oberlöschmeister         | Oberlöschmeister         | Styrkeledare eller motsvarande. Utbildning som styrkeledare och fackutbildning insats. |
| Hauptlöschmeister**      | Hauptlöschmeister        | Styrkeledare eller ungdomsledare eller kretsinstruktör. |
| Hauptlöschmeister***     | Erster Hauptlöschmeister | Ställföreträdande brandchef i tätort med minst 1 000 invånare. Utbildning som styrkeledare och brandchef. |
| Brandmeister             | Brandmeister             | Brandchef i tätort med minst 1 000 invånare; insatsledare; kretsutbildningsledare. Utbildning som brandchef, insatsledare.                                                                                    |
| Oberbrandmeister         | Oberbrandmeister         | Brandchef i tätort med 1001 till 5 000 invånare; kommunal brandchef i kommun med upp till 1 000 invånare. Utbildning som brandchef, insatsledare.                                                             |
| Hauptbrandmeister**      | Hauptbrandmeister        | Brandchef i tätort med 5001 till 15 000 invånare; kommunal brandchef i kommun med 1001 till 5 000 invånare. Utbildning som insatsledare, operativ ledare och brandchef.                                       |
| Hauptbrandmeister***     | Erster Hauptbrandmeister | Chef för en interkommunal brandberedskap; brandchef i tätort med över 15 000 invånare; kommunal brandchef i kommun med 5001 till 15 000 invånare. Utbildning som insatsledare, operativ ledare och brandchef. |
| Erster Hauptbrandmeister | [ död länk ]             | Kommunal brandchef i kommun med över 15 000 invånare; räddningsledare i kretsstab. Utbildning som insatsledare, operativ ledare och brandchef.                                                                |
| stv. Kreisbrandmeister   | Kreisbrandmeister        | Ställföreträdande brandchef i en Kreis eller en stad. Utbildning som insatsledare, operativ ledare och brandchef.                                                                                             |
| Kreisbrandmeister        | [ död länk ]             | Brandchef i en Kreis eller en stad. Utbildning som insatsledare, operativ ledare och brandchef. |